# Dusk... and Her Embrace - The Original Sin
 (septembre 2009).
Si vous disposez d'ouvrages ou d'articles de référence ou si vous connaissez des sites web de qualité traitant du thème abordé ici, merci de compléter l'article en donnant les références utiles à sa vérifiabilité et en les liant à la section « Notes et références ».
Albums de Cradle Of Filth
Hammer of the Witches
(2015)
Dusk... and Her Embrace - The Original Sin contient l'enregistrement original datant de 1995 du deuxième album de Cradle Of Filth 'Dusk... and Her Embrace' finalement édité le 8 juillet 2016. Initialement prévue pour sortir en 1995 chez Cacophonous record, la première version de l'album fut réenregistrée en janvier et février 96 pour sortir dans la foulée de V Empire (or Dark Faerytales in Phallustein) en 1996 chez Music For Nations.

## Historique
En 1994, l'album The Principle of Evil Made Flesh vient de sortir. Cradle Of Filth possède un contrat pour deux albums avec Cacophonous Records. Une grande partie des titres pour leur deuxième album à paraître, 'Dusk And Her Embrace (The Original Sin)', a déjà été écrit et enregistrés en 1995 au 'Zella Studios Magnum' à Birmingham. Les membres sont Dani Filth (chant), Paul Ryan (guitare), Benjamin Ryan (en) (clavier), Paul Allender (guitare), Nick Barker (batterie), Jon Kennedy (basse). Robin Eaglestone  n'a pas joué la basse, parce qu'il travaillait sur son propre projet, December Moon. Cependant, le groupe est en conflit avec sa maison de disque Cacophonous Record et refuse que l'album soit édité. Ce conflit va mener les deux parties devant les tribunaux durant une bonne partie de l'année 1995. Un accord sera finalement trouvé.
Cradle of Filth doit un enregistrement (V Empire (or Dark Faerytales in Phallustein)) pour sceller son contrat avec Cacophonous Records. Cependant, la moitié des membres étaient partis, ne voyant pas d'issue au conflit. Les frères Ryan et Paul Allender ont quitté le groupe pour former The Blood Divine. Jon Kennedy a fondé Hecate Enthroned. Au cours de l'automne 1995, Stuart Anstis (guitare) et Damien Gregori (clavier) ont été recrutés pour rejoindre le groupe et Robin Eaglestone est revenu. V Empire, dont tous les titres étaient déjà écrits, excepté 'She Mourns a Lengthening Shadow', joué par Keith Appleton (propriétaire du 'studios Academy'), a été enregistré en Noël 95/96 aux studios Academy à Dewsbury, Yorkshire avec Dani Filth, Stuart Anstis, Damien Gregori , Nick Barker et Robin Eaglestone (Jared Demeter est un personnage fictif, mixte de l'image de Robin et de Stuart). Nocturnal Supremacy et Queen of Winter, Throned ont été retirés de Dusk et mis sur V Empire.
Cradle of Filth a gagné le droit de réenregistrer Dusk... and Her Embrace (qui sortira chez Music For Nations en 1996). Gian Pyres a rejoint le groupe, mais n'a pas joué sur Dusk, apparaissant simplement sur les photos de l'album. Les pistes de batterie originales enregistrées pour la version de 1995 ont été utilisées sur la plupart de l'album ainsi que les mots parlés de Cronos de Venom, le reste a été rénregistré. De nouveaux instrumentaux ont été écrits par Damien Gregori, ainsi que 'Malice Through The Looking Glass' qui est le seul titre de Dusk écrit avec les nouveaux membres : Dani Filth (chant), Stuart Anstis (guitare), Damien Gregori (clavier), Gian Pyres (guitare), Nick Barker (batterie), Robin Eaglestone (basse).

## Thèmes
Les paroles de l'album sont assez largement inspirées de l'écriture de l'auteur Sheridan Le Fanu et la plupart des titres de Dusk... and Her Embrace parlent de vampirisme, même si ce n'est pas mentionné explicitement. Un autre thème récurrent de l'album est celui du personnage de Elizabeth Bathory, thème qui sera repris de façon plus détaillée dans leur album, Cruelty and the Beast.

## Artistes
- Dani Filth - Chant
- Paul Ryan - Guitare
- Benjamin Ryan - Claviers
- Jon Kennedy - Basse
- Nicholas Barker - Batterie
- Paul Allender - Guitare
- Danielle Cneajna Cottington - Chant/Chœurs
- Sarah Jezebel Deva - Chant/Chœurs

## Titres
| No  | Titre                                      | Durée |
| --- | ------------------------------------------ | ----- |
| 1.  | Macabre, This Banquet (titre instrumental) |       |
| 2.  | Nocturnal Supremacy                        |       |
| 3.  | Heaven Torn Asunder                        |       |
| 4.  | Dusk and Her Embrace                       |       |
| 5.  | A Gothic Romance                           |       |
| 6.  | The Graveyard By Moonlight                 |       |
| 7.  | Funeral in Carpathia                       |       |
| 8.  | Beauty Slept in Sodom                      |       |
| 9.  | Haunted Shores of Avalon                   |       |
| 10. | Carmilla's Masque                          |       |
| 11. | A Gothic Romance (demo)                    |       |
| 12. | Nocturnal Supremacy (demo)                 |       |